# Roermond (stacja kolejowa)
Roermond – stacja kolejowa w Roermond, w prowincji Limburgia, w Holandii. Stacja została otwarta w 1862.